# Bonaventura Genelli

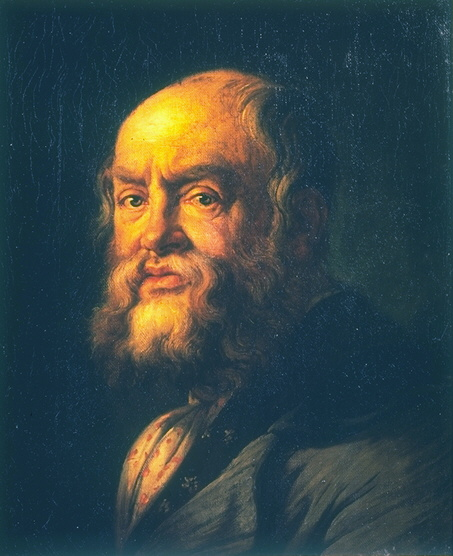
porträtt av Bonaventura Genelli, målning av James Marshall

Giovanni Bonaventura Genelli, född 8 september 1798 i Berlin, död 13 november 1868 i Weimar, var en tysk målare.

## Biografi
Uppfostrad till konstnär under omsorgsfull ledning av sin fader, Janus Genelli, och sin farbror, Hans Christian Genelli, reste han 1820 till Rom, där han utbildade sig i idealt antik riktning. Genelli var en stor beundrare av Asmus Jakob Carstens och efterbildade dess uttryckssätt. Homeros, Aischylos och Sofokles dikter blev betydande källor för Genellis målningar. Andra källor var gamla testamentet, Dante och Cervantes, och ur dessa skapade han sig en idealvärld, som befolkades med storslagna gestalter. Ungefär hälften av hans kompositioner uppstod under vistelsen i Rom. Några exempel är Simson och Delila, Europas bortrövande, Herakles Musagetes hos Omfale samt två stora serier av teckningar till Homeros och Dante.
1832 återvände Genelli till Tyskland, där han av en konstvän, doktor Härtel i Leipzig, erhöll i uppdrag att jämte andra konstnärer smycka hans nybyggda, så kallade romerska hus med vägg- och takmålningar alfresko. Men uppgiften var troligtvis för stort för Genelli och så utfördes bara en del mindre, dekorativa bilder. Genelli flyttade 1836 till München och levde där under problematiska omständigheter till 1860, då han kallades till Weimar. Där fick han tillfälle att försöka sig i oljemålning, i det han mottog beställning på sex tavlor av greve Adolf Friedrich von Schack (i Schackgalleriet i München).

## Verk (urval)

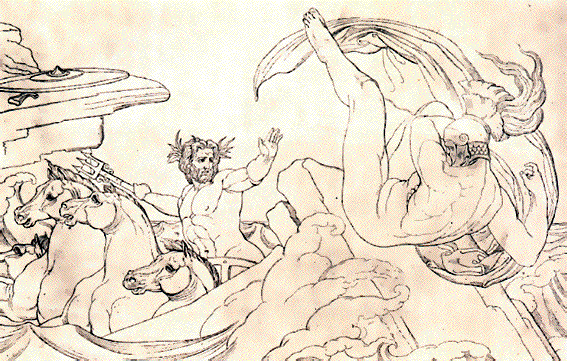
Poseidon och Ajax, teckning av Bonaventura Genelli

### Övriga tavlor
- Abraham, welchem Engel die Geburt Isaaks verkünden, (1862)
- Lykurgos, von den Bacchantinnen in den Tod gehetzt, (1863)
- Vision des Hesekiel, (1864)
- Theatervorhang (1864-1866)
- Bacchus unter den Musen, (1868)
- Bacchus, an den Seeräubern Rache nehmend, (ofullbordat)

### Serier av teckningar som senare utfördes i kopparstick
- till Homeros dikter
- till Dantes Den gudomliga komedin
- Das Leben einer Hexe
- Das Leben eines Künstlers
- Das Leben eines Wüstlings